# Сентервилл (Алабама)
Се́нтервилл, также Се́нтрвилл (англ. Centreville) — город, административный центр округа Бибб, штат Алабама. Население по переписи 2020 года — 2800 человек.

## География
По данным Бюро переписи США, общая площадь города равняется 24,86 км², из которых 24,48 км² составляет суша и 0,38 км² — водные объекты (1,5 %). Сентервилл пересекает автомагистраль , являющаяся самой крупной в округе. К западу от города протекает река Кахаба, которая отделяет Сентервилл от города Брент.
Город расположен в центральной части штата вдоль трассы U.S. Route 82, которая проходит к северу от города с юго-востока на северо-запад, соединяя Сентервилл со столицей штата Монтгомери (70 миль (110 км) на юго-восток) и с Таскалусов (35 миль (56 км) на северо-запад). Через центр города с юга на север проходят шоссе штата Алабама 25 и 219. AL-25 ведёт к Монтевалло (21 миля (34 км) на северо-восток) и к Гринсборо (38 миль (61 км) на юго-запад). AL-219 ведёт к трассе штата Алабама 5 к северу от Брента (7 миль (11 км) на север) и к Селме (42 мили (68 км) на юг).

## Климат
Климат в Сентервилле характеризуется жарким влажным летом и, как правило, мягкой или прохладной зимой. Согласно классификации климата Кёппена, в Сентрвилле влажный субтропический климат, сокращённо Cfa на климатических картах.
6 сентября 1925 года в Сентервилле была зафикисрована самой высокая зарегистрированная температура в штате Алабама, когда температура достигла 112 °F или 44,4 °C. Самый жаркий месяц — июль (79,3 °F или 26,3 °C), самый холодный — январь (43,5 °F или 6,4 °C), осадков за год — 1447 мм..

## История
Основательницей, давшей городу такое название, является Сара Чотард, получившая земельный надел от федерального правительства в 1823 году за «услуги», оказанные её супругом. Существуют сведения о находившейся на этой земле паромной переправе, принадлежавшей Фрэнку Чотарду, однако о родственных связях первых двух поселенцев ничего не известно. В то время данная местность именовалась Водопады Кахабы.
После образования округа Бибб в 1818 году Сентервилл стал его административным центром. В середине 1820-х годов центр ненадолго был перенесён в современный Антиок. На законодательной сессии штата 1857—1858 годов было проведено голосование за перенос администрации в Рэндольф, однако Сентервилл одержал верх. Новое здание окружного суда, четвёртое по счету, было построено в 1859 году. Позднее границы города были несколько изменены, но в 1890 году территория была восстановлена. В том же году состоялись первые выборы мэра и членов городского совета. В 1898 году через город прошла железная дорога Мобил—Огайо, что привело к подъёму экономики в регионе, а также к бурному росту количества магазинов и отелей. В 1902 году начато возведение нового здания суда. В следующем году пожар уничтожил многие деревянные сооружения, в которых размещались городские предприятия; впоследствии они были перестроены из кирпича.

## Население
| Год переписи                    | Нас. |  | %±    |
| ------------------------------- | ---- |  | ----- |
| 1890                            | 239  |  | —     |
| 1900                            | 422  |  | 76,6% |
| 1910                            | 730  |  | 73%   |
| 1920                            | 793  |  | 8,6%  |
| 1930                            | 791  |  | −0,3% |
| 1940                            | 893  |  | 12,9% |
| 1950                            | 1160 |  | 29,9% |
| 1960                            | 1981 |  | 70,8% |
| 1970                            | 2233 |  | 12,7% |
| 1980                            | 2504 |  | 12,1% |
| 1990                            | 2508 |  | 0,2%  |
| 2000                            | 2466 |  | −1,7% |
| 2010                            | 2778 |  | 12,7% |
| 2020                            | 2800 |  | 0,8%  |
| 1890–2020 U.S. Decennial Census |      |  |       |

По переписи населения 2020 года в городе проживало 2800 жителей. Плотность населения — 114,38 чел. на один квадратный километр. Расовый состав населения: белые — 68,96 %, чёрные или афроамериканцы — 24,46 %, испаноязычные или латиноамериканцы — 3,82 % и представители других рас — 2,76 %.

## Экономика
По данным переписи 2020 года, средний годичный доход домохозяйства составляет 42 041 долл., что на 18,72 % ниже среднего уровня по округу и на 19,21 % ниже среднего по штату. Доля населения, находящегося за чертой бедности, — 7,2 %.

## Образование
Система образования города находится в ведении властей округа. Функционируют две средние школы: окружного и городского значения. Кроме того, в городе расположена частная Христианская академия Кахаба, в которой с дошкольного возраста обучается порядка 125 учащихся и работает около девяти учителей.